# استان کوانزای شمالی
استان کوانزای شمالی (به لاتین: Cuanza Norte Province) یکی از استان‌های کشور آنگولا است.

## خصوصیات
استان کوانزای شمالی ۲۴٬۱۱۰ کیلومترمربع مساحت و ۴۲۷٬۹۷۱ نفر جمعیت دارد.